# Somlóvásárhely
Somlóvásárhely ist eine ungarische Gemeinde im Kreis Devecser im Komitat Veszprém.

## Geografische Lage
Somlóvásárhely liegt fünf Kilometer nordwestlich der Kreisstadt Devecser und 14 Kilometer westlich der Stadt Ajka, an dem Fluss Torna. Die Nachbargemeinde ist Somlójenő. In unmittelbarer Nähe nördlich liegt das Landschafts- und Naturschutzgebiet Somló.

## Geschichte
Im Jahr 1913 gab es in der damaligen Kleingemeinde 344 Häuser und 1833 Einwohner auf einer Fläche von 3927 Katastraljochen. Sie gehörte zu dieser Zeit zum Bezirk Devecser im Komitat Veszprém.

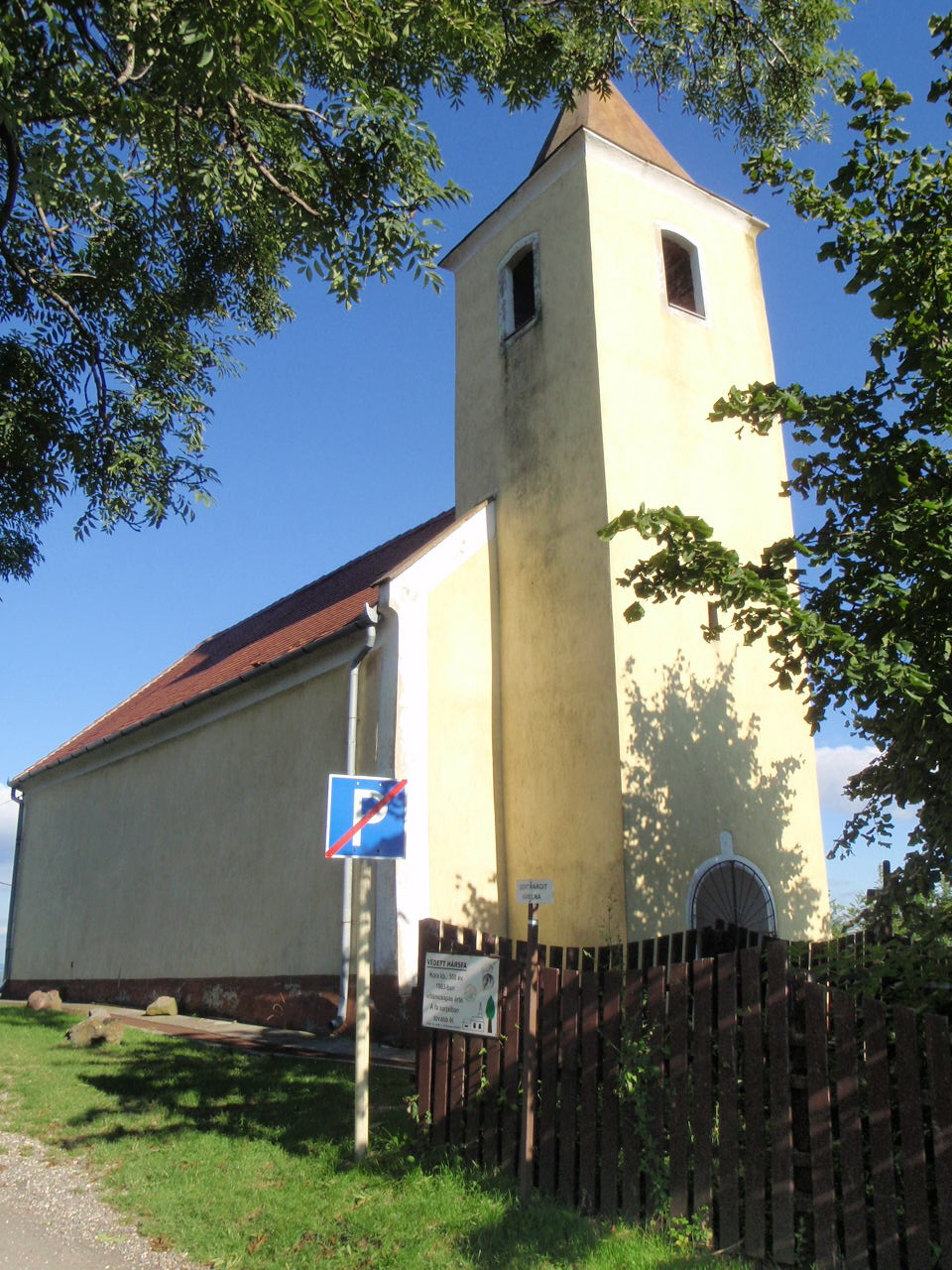
Röm.-kath. Kapelle Antióchiai Szent Margit
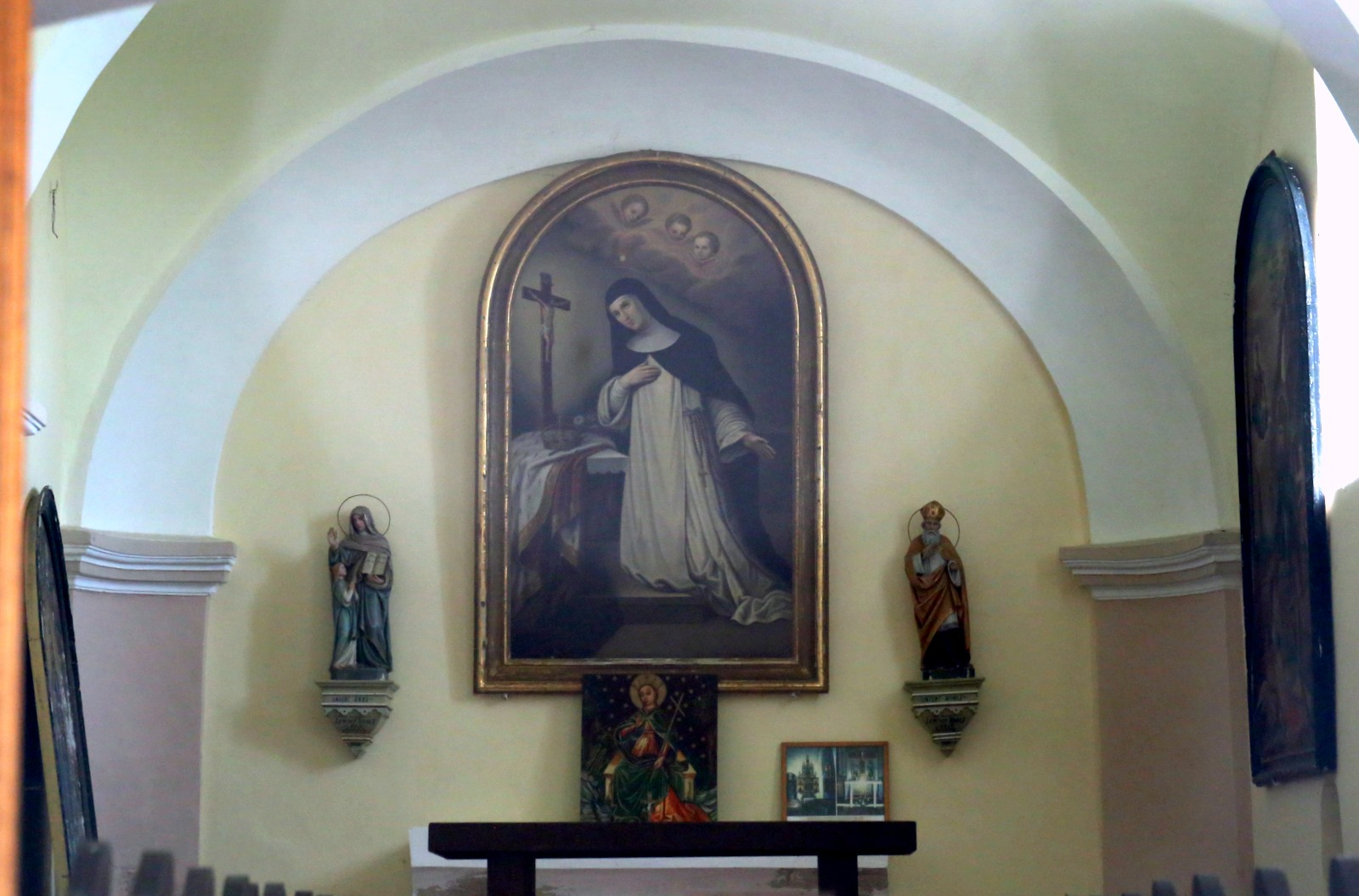
Altar in der Kapelle
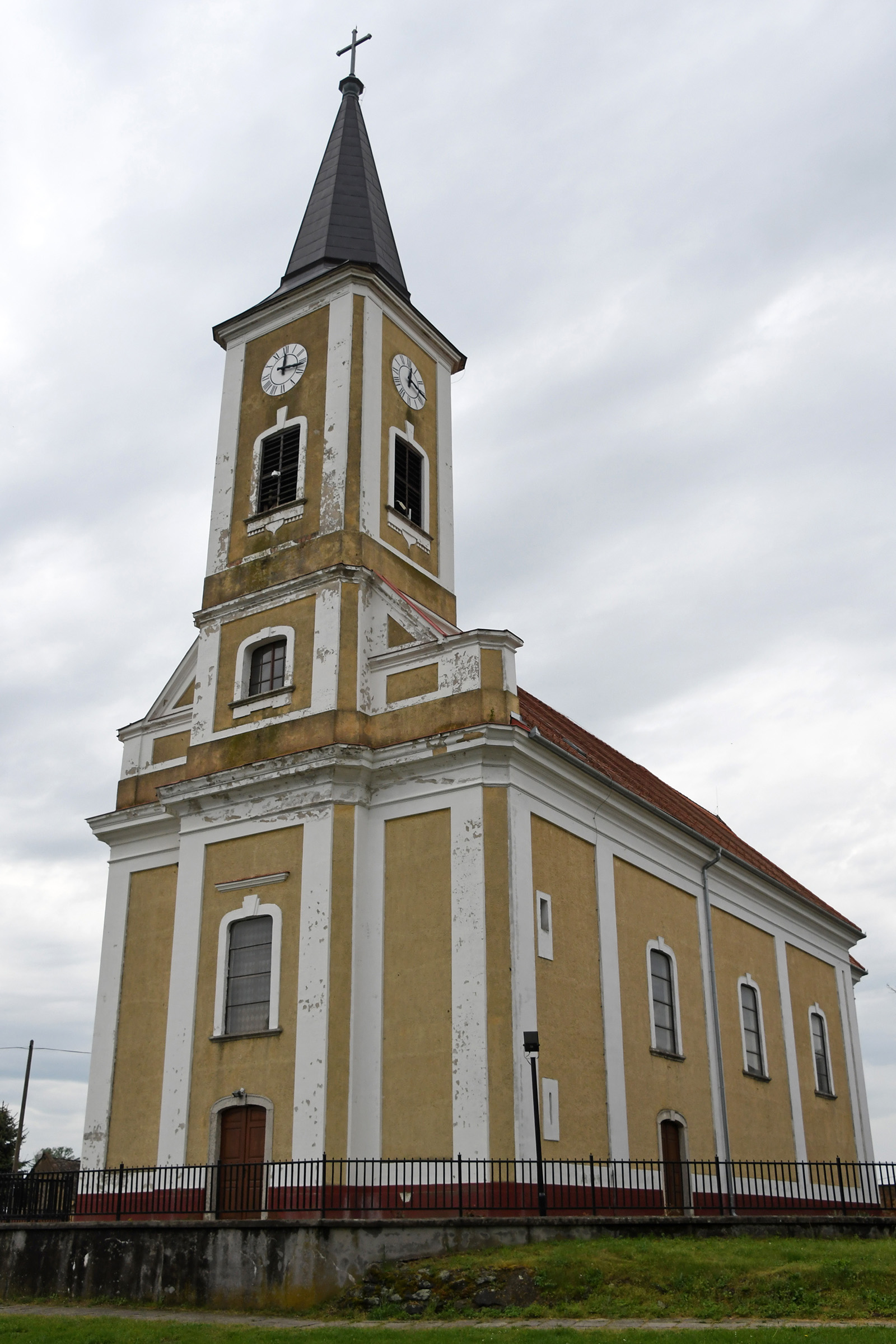
Röm.-kath. Kirche Szent István első vértanú
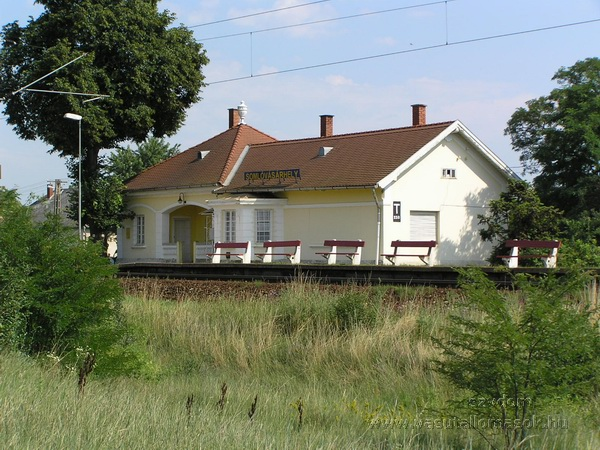
Bahnhof Somlóvásárhely

## Verkehr
Durch Somlóvásárhely verläuft die Landstraße Nr. 7322, am nördlichen Ortsrand die Hauptstraße Nr. 8. Die Gemeinde ist angebunden an die Eisenbahnstrecke von Székesfehérvár nach Szombathely. Weiterhin bestehen Busverbindungen nach Apácatorna sowie über Devecser nach Ajka.